# Льевен (кантон)
Льевен (фр. Liévin) — кантон во Франции, находится в регионе О-де-Франс, департамент Па-де-Кале. Входит в состав округа Ланс.

## История
Кантон образован в результате реформы 2015 года.

## Состав кантона
В состав кантона входят коммуны (население по данным Национального института статистики за 2018 г.):
- Вими (4 250 чел.)
- Живанши-ан-Гоэль (1 990 чел.)
- Льевен (30 423 чел.)
- Элё-ди-Ловет (2 880 чел.)

## Политика
На президентских выборах 2022 г. жители кантона отдали в 1-м туре Марин Ле Пен 42,6 % голосов против 20,6 % у Эмманюэля Макрона и 18,7 % у Жана-Люка Меланшона; во 2-м туре в кантоне победила Ле Пен, получившая 61,4 % голосов. (2017 год. 1 тур: Марин Ле Пен – 38,7 %, Жан-Люк Меланшон – 20,4 %, Эмманюэль Макрон – 16,6 %, Франсуа Фийон – 8,9 %; 2 тур: Ле Пен – 55,7 %. 2012 год. 1 тур: Франсуа Олланд — 35,7 %, Марин Ле Пен — 27,4 %, Николя Саркози — 15,4 %; 2 тур: Олланд — 64,7 %).
С 2015 года кантон в Совете департамента Па-де-Кале представляют мэр города Льевен Лоран Дюпорж (Laurent Duporge) (Социалистическая партия) и вице-мэр города Вими Эвлин Нашель (Évelyne Nachel) (Республиканское и гражданское движение).
|                | Кандидаты                        | Партия                   | Первый тур | Первый тур     | Второй тур | Второй тур |
| Кол-во голосов | Кандидаты                        | Партия                   | % голосов  | Кол-во голосов | % голосов  |            |
| -------------- | -------------------------------- | ------------------------ | ---------- | -------------- | ---------- | ---------- |
|                | Лоран Дюпорж Эвлин Нашель        | Левый блок               | 5 254      | 57,48          | 6 085      | 68,81      |
|                | Кристель Делапорт Фредерик Ламот | Национальное объединение | 2 425      | 26,53          | 2 758      | 31,19      |
|                | Маржори Делонге Франк Робийяр    | Европа Экология Зелёные  | 846        | 9,26           |            |            |
|                | Синди Копен Корантен Маркюи      | Прочие                   | 378        | 4,14           |            |            |
|                | Кристоф ван Льерд Паскаль Тийе   | Крайне левые             | 237        | 2,59           |            |            |

|                | Кандидаты                                | Партия                  | Первый тур | Первый тур     | Второй тур | Второй тур |
| Кол-во голосов | Кандидаты                                | Партия                  | % голосов  | Кол-во голосов | % голосов  |            |
| -------------- | ---------------------------------------- | ----------------------- | ---------- | -------------- | ---------- | ---------- |
|                | Лоран Дюпорж Эвлин Нашель                | Левый блок              | 6 510      | 46,20          | 7 879      | 58,99      |
|                | Сесиль Боттен Гильом Казновски           | Национальный фронт      | 4 873      | 34,58          | 5 478      | 41,01      |
|                | Шарлотта Ван Вельскаппель Фредерик Ламан | Правый блок             | 1 470      | 10,43          |            |            |
|                | Жюльен Войцезяк Стефани Рондель          | Европа Экология Зелёные | 631        | 4,48           |            |            |
|                | Фадила Каси-Абдалла Марк Тейи            | Левый фронт             | 608        | 4,31           |            |            |